# Ön (vid Kasnäs, Kimitoön)
Ön med Lövholmen och Ormskär är en ö i Finland. Den ligger i Skärgårdshavet vid Kasnäs i kommunen Kimitoön i den ekonomiska regionen  Åboland i landskapet Egentliga Finland, i den sydvästra delen av landet. Ön ligger omkring 59 kilometer söder om Åbo och omkring 140 kilometer väster om Helsingfors.
Öns area är 88,4 hektar och dess största längd är 1,5 kilometer i öst-västlig riktning.

## Sammansmälta delöar
- Ön 59°54′42″N 22°23′28″Ö / 59.91164°N 22.39099°Ö
- Lövholmen 59°54′49″N 22°23′58″Ö / 59.91354°N 22.39956°Ö
- Ormskär 59°54′55″N 22°23′07″Ö / 59.91515°N 22.38522°Ö

## Klimat
Inlandsklimat råder i trakten. Årsmedeltemperaturen i trakten är 5 °C. Den varmaste månaden är augusti, då medeltemperaturen är 18 °C, och den kallaste är februari, med −6 °C.